# Fox Entertainment Group
Fox Entertainment Group (FEG) was een Amerikaanse mediagroep, dat activiteiten in de televisie, satelliet, kabeltelevisie en filmwereld bezat. 
Het bedrijf kreeg zijn naam gekregen van 20th Century Fox, dat in 1985 overgenomen is door News Corporation. Fox Entertainment is daar, abstract gezien, omheen gebouwd. FEG was volledig in het bezit van het Amerikaanse mediaconglomeraat 21st Century Fox van Rupert Murdoch. Het bedrijf was tot en met 21 maart 2005 beursgenoteerd aan de New York Stock Exchange onder het symbool FOX. In 2013 werd het bedrijf onderdeel van 21st Century Fox.
Op 19 maart 2019 is het bedrijf opgeheven, nadat 21st Century Fox onderdeel is geworden van Walt Disney Studios. Een klein deel van de voormalige portefeuille is nu onderdeel van het nieuwe Fox Corporation.

## Bedrijfsoverzicht

### Volledige overname door News Corporation
Op 10 januari 2005 maakte de News Corporation bekend dat ze alle aandelen van de Fox Entertainment Group zou kopen. Het mediaconglomeraat bezat tot dan toe 82,06% van de aandelen en 97,0% van het stemrecht. Voor elke aandeel Fox bood News 2,04 eigen aandelen aan. Hiermee was de deal ongeveer $ 5,86 miljard waard. Op 21 maart 2005 werd de overname voltooid.

### Voormalige Nederlandse belangen
Het bedrijf heeft ook belangen in Nederland gehad. Zo kwamen zij in december 1998 naar Nederland met Fox (de opvolger van TV10), dat van september 1999 tot en met september 2000 Fox 8 heeft geheten. In 2001 nam SBS Broadcasting de zender van Fox over en hervormde het in januari 2002 tot V8, dat later weer Veronica werd. Vanaf 19 augustus 2013 bestond er wederom een zender Fox in Nederland, dat in 2023 is hernoemd naar STAR Channel.
Fox Kids was van oorsprong ook van Fox. Het bedrijf begon in 1992 als joint venture tussen Fox en Haim Sabans Saban Entertainment. In oktober 2001 werd de Fox Family Worldwide, Inc (het moederbedrijf van Fox Kids) verkocht aan The Walt Disney Company. Disney heeft het bedrijf toen omgevormd tot ABC Family Worldwide en vanaf 2005 heette de zender van ABC Family Jetix, omdat Fox nog steeds de rechten op de naam Fox Kids had. Met ingang van 1 januari 2010 werd Jetix omgevormd tot Disney XD.

## Divisies

### Filmed Entertainment
- Fox Studios
  - Fox Studios Australia
  - Fox Studios Baja
  - Fox Studios Los Angeles
- 20th Century Fox
  - 20th Century Fox Español
  - 20th Century Fox International
  - 20th Century Fox Home Entertainment
- Blue Sky Studios
- Fox Searchlight Pictures
- Fox Television Studios

### Satellite Television
- DIRECTV Group

### Television Stations
- Fox Television Stations
  - waaronder enkele UPN-stations die niet in handen zijn van CBS Corporation

### Television Broadcast Network
- Fox Broadcasting Company
- Fox Sports Australië
- FOXTEL

### Cable Network Programming
- O Canal da Fox (Brazilië; 50% met Globo Cabo)
- Canal Fox (Latijns-Amerika; 50% met Televisa)
- Fox Sports Net (50% met Cablevision; bezit tevens vele lokale FSN zenders)
- Fox Movie Channel
- Fox News Channel
- Fuel channel
- FX
- National Geographic Channel (samen met de National Geographic Society)
- Speed Channel